# Union Investment

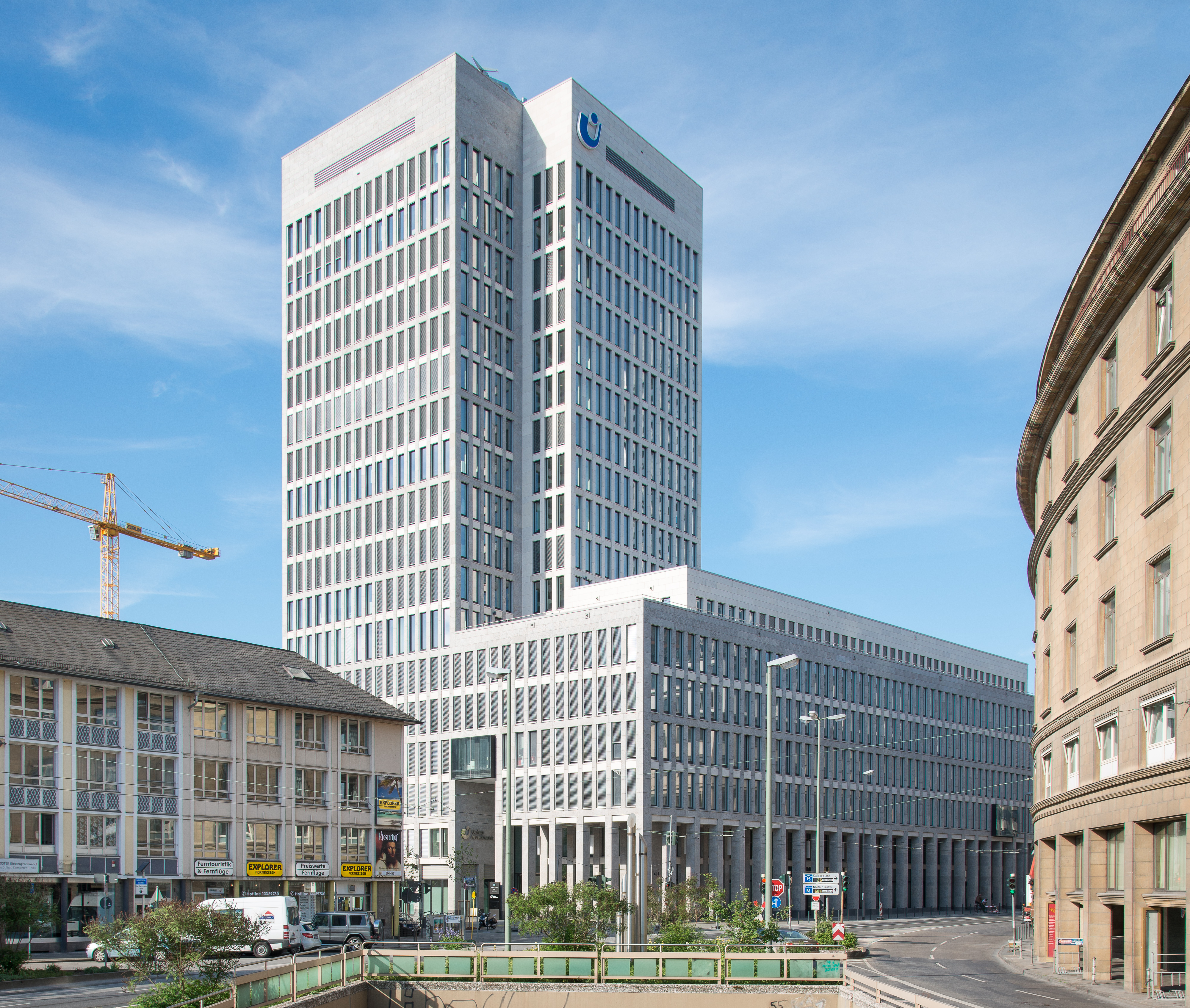
Maintor Porta in Frankfurt am Main, Hauptsitz der Union Investment

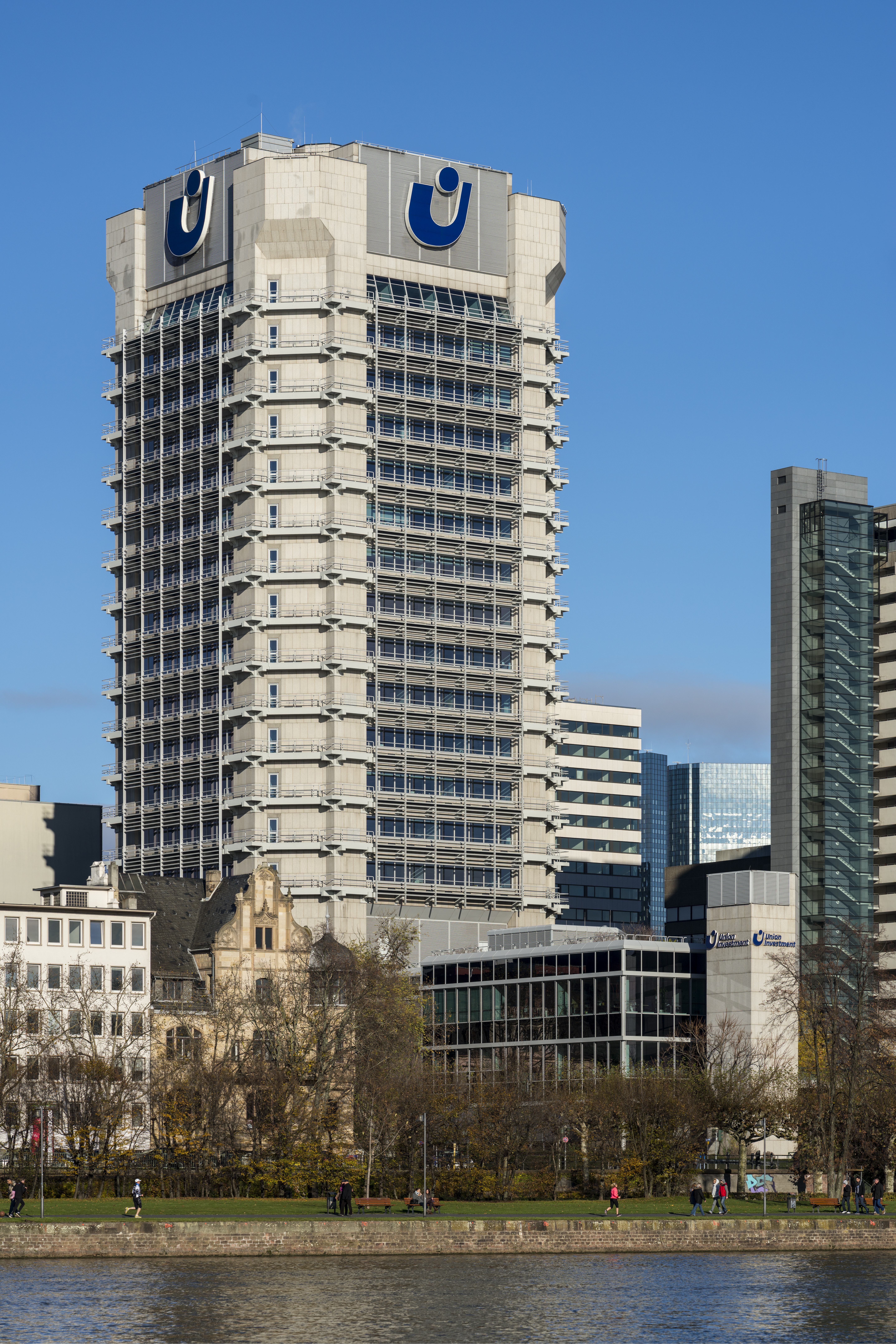
Union Investment-Hochhaus in Frankfurt war bis 2015 der Hauptsitz

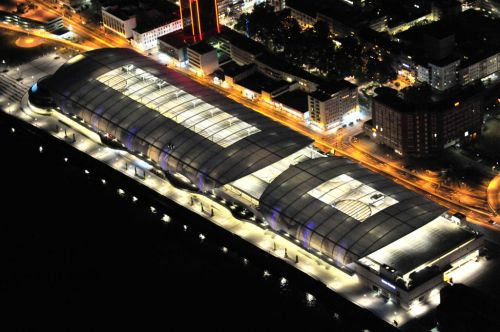
Einkaufszentrum Rhein-Galerie Ludwigshafen, Beispiel für einen Vermögenswert der Union Investment Real Estate

Die Union Asset Management Holding AG mit Hauptsitz in Frankfurt am Main ist die Fondsgesellschaft der genossenschaftlichen FinanzGruppe.
Der Vertrieb der Publikumsfonds geschieht zum einen über die 875 Volks- und Raiffeisenbanken, zum anderen über den Außendienst der Bausparkasse Schwäbisch Hall AG.
Hauptaktionär ist die DZ Bank mit 72,33 %. Weitere Aktionäre sind die Volks- und Raiffeisenbanken über ihre Verbände bzw. Beteiligungsgesellschaften.
Union Investment verwaltete 2020 ein Vermögen (Assets under Management) von rund 385,9 Milliarden Euro und 2022 von 413,1 Milliarden Euro. Zum Stichtag 30. Juni 2024 betrug das verwaltete Vermögen rund 486,9 Milliarden Euro, wodurch Union Investment auf einen Marktanteil von 15,2 % in Deutschland kommt.

## Organisation
Unter dem Dach der Union Asset Management Holding AG befindliche Tochtergesellschaften sind u. a.::
- Union Investment Institutional GmbH, Frankfurt am Main
- Union Investment Institutional Property GmbH, Hamburg
- Union Investment Privatfonds GmbH, Frankfurt am Main
- Union Investment Real Estate GmbH, Hamburg
- ZBI Fondsmanagement GmbH, Erlangen
- Union IT-Services GmbH, Frankfurt am Main
- Union Service-Gesellschaft mbH, Frankfurt am Main
- ZBI Immobilienmanagement GmbH, Erlangen

- ZBVV – Zentral Boden Vermietung und Verwaltung GmbH, Erlangen
- ZBI GmbH, Erlangen
- Union Investment Service Bank AG, Frankfurt am Main
- Quoniam Asset Management GmbH, Frankfurt am Main
- VisualVest GmbH, Frankfurt am Main
- BEA Union Investment Management Limited, Hongkong
- Union Investment Luxembourg S.A., Luxemburg
- Union Investment Real Estate Austria AG, Wien
- Union Investment Austria GmbH, Wien

## Geschäftsbereiche
Die Geschäftsbereiche von Union Investment:

### Institutionelle Kunden
- Vermögensverwaltung und Kapitalanlage für Banken, Pensionskassen, Versicherungen, kirchliche Einrichtungen, Industrieunternehmen und Non-Profit-Organisationen wie Stiftungen und Verbände

### Privatkunden
- Produkte und Dienstleistungen für private Anleger von der privaten Altersvorsorge über Ansparlösungen bis zum Vermögensaufbau jeweils über Fonds, auch in Vor-Ort-Betreuung über die Filialen der Banken der Genossenschaftlichen Finanzgruppe (Volks- und Raiffeisenbanken, Sparda-Banken, PSD-Gruppe und BBBank)

### Geschäftsbereich Immobilien
- Offene Immobilienfonds für private und institutionelle Anleger, investiert schwerpunktmäßig in dienstleistungs- und einzelhandelsorientierte Gewerbeimmobilien.

Daneben gibt es die Geschäftsbereiche Fondsdienstleistungen und Infrastruktur, die in der Union Investment Unterstützungsdienstleistung für die drei oben genannten Geschäftsbereiche erbringen.

## Geschichte
Am 26. Januar 1956 wurde die Union-Investment-Gesellschaft mbH von 16 Genossenschaftsbanken als dritte deutsche Fondsgesellschaft gegründet. Im gleichen Jahr wurde der Aktienfonds UniFonds (WKN 849100) als erster offener Fonds aufgelegt. 1961 wurden Fonds erstmals auch in Belgien und damit außerhalb Deutschlands angeboten.
1965 wurde die co op Immobilienfonds Verwaltung AG in Hamburg gegründet und 1980 in DIFA (Deutsche Immobilien Fonds AG) umbenannt. Aktionäre waren zunächst die Zentralinstitute der Konsumgenossenschaften und die BfG. 1966 legte die DIFA den offenen co op Immobilienfonds (WKN 980550) auf, später umbenannt in DIFA-Fonds Nr. 1 und danach in UniImmo: Deutschland. Seit 1987 gehört die DIFA zum genossenschaftlichen Gesamtverbund und wurde 2007 zu Union Investment Real Estate GmbH umfirmiert.
Seit 1967 bietet die Union Investment die Führung von Investmentdepots an. 1968 kam der erste Rentenfonds der Gruppe unter dem Namen UniRenta (WKN 849102) auf den Markt. 1969 wurde ein Fondsvermögen von einer Milliarde DM erreicht.
1988 wurde die Union Investment Luxembourg S.A. gegründet. Das verwaltete Vermögen der Gruppe betrug nun 10 Milliarden Deutsche Mark.
Im April 1994 brachte Union Investment eine fondsgebundene Vermögensverwaltung mit drei Strategievarianten (Chance, Wachstum und Sicherheit) auf den Markt. 1996 wurde die fondsgebundene Lebensversicherung OptiPlan herausgebracht.
1999 wurde die Union-Fonds-Holding Aktiengesellschaft gegründet. Diese Dachgesellschaft firmierte im Juli 2002 um in Union Asset Management Holding AG.